# Bowen-Karzinom
Das Bowen-Karzinom ist ein bösartiger Tumor der  Haut. Hierbei handelt es sich um eine Plattenepithelkarzinom ausgehend von der Hautkrebsvorstufe Morbus Bowen, die an jedem Bereich der Haut oder den Schleimhäuten auftreten kann.
Klinisch imponiert ein schuppiger oder verkrusteter rotbrauner Fleck, der an eine Schuppenflechte oder eine entzündliche Reaktion der Haut (Dermatitis) erinnert. Therapeutisch wird der Bereich chirurgisch im Gesunden entfernt, auch Röntgenweichbestrahlung ist möglich.